# Eladio Rosabal Cordero
Eladio José Nicomedes Rosabal Cordero  (Heredia, 15 de septiembre de 1894 - 26 de abril de 1965) fue un futbolista y técnico costarricense. Fue uno de los fundadores del Club Sport Herediano, donde fue jugador y capitán general hasta su retiro, y donde cosechó ocho títulos de la Liga Nacional de Costa Rica. Fue declarado Benemérito de la Patria el 14 de marzo de 2023 por sus grandes aportes al desarrollo del deporte en Costa Rica.

## Trayectoria
Según la partida de bautismo, recibió el nombre de Eladio José Nicomedes Rosabal Cordero y nació el 15 de septiembre de 1894 a las dos de la mañana. Bautizado en la Parroquia de Heredia el primero de noviembre de 1894, siendo sus padrinos don Paulino Ortiz y doña Mariana Morales. Su esposa fue Claudia Echeverría Flores (hija del Benemérito de las Letras Patrias Aquileo Echeverría Zeledón y María Dolores Flores Zamora), de oficios domésticos, según la misma partida, con la cual contrajo matrimonio el 9 de junio de 1918 en la Iglesia de La Inmaculada Concepción de Heredia. Fueron sus padres Amado Rosabal Polanco y doña Rosario (Chayo) Cordero Zarret. En la partida de nacimiento de su hija Flora Emilia Carmen Rosabal Echeverría, nacida el 9 de mayo de 1927 en Heredia centro, se menciona como su profesión "Agricultor", declarado así por él mismo. 

### Como jugador
Los inicios de aquel centrocampista y deportista de reconocidas capacidades se dieron en el antagónico rival de los heredianos por aquellos años, el Club Sport La Libertad; no obstante, el hecho que de que en su tierra natal no existiera un equipo hizo que Rosabal junto a otras glorias de la institución como Joaquín “Toquita” Gutiérrez, Claudio “Cayito” Arguedas y su hermano Gilberto “Beto” Arguedas se aliaran para fundar junto con varias personas más al Herediano.
Su primera función aparte de ser jugador era la de la capitanía general, una especie de técnico-jugador utilizado en aquel tiempo. Este capitán general elaboraba las alineaciones y aparte podía o no participar del encuentro como jugador, fue el primer gran líder del equipo florense en canchas nacionales y extranjeras en donde los rojiamarillos sentaron cátedra, tales como Jamaica, Colombia y El Salvador, además fue el primer capitán general de la Selección Nacional cuando ésta ganó los Juegos del Centenario de Independencia de Centroamérica en 1921 en Guatemala.

## Selección nacional
Integró la Selección Nacional en 1921, donde disputó los Juegos del Centernario, y en el cual fue capitán general de la selección.

## Estadio Eladio Rosabal Cordero
En honor a uno de los fundadores del club, el Club Sport Herediano, bautiza su estadio, construido en 1946, como Estadio Eladio Rosabal Cordero.
Ingresó a la Galería Costarricense del Deporte en 1969.

## Clubes

### Como jugador
| Club            | País       | Año       |
| --------------- | ---------- | --------- |
| C.S La Libertad | Costa Rica | 1915-1918 |
| C.S Herediano   | Costa Rica | 1918-1934 |

## Palmarés

### Como jugador
| Título                         | Club          | País       | Año  |
| ------------------------------ | ------------- | ---------- | ---- |
| Primera División de Costa Rica | C.S Herediano | Costa Rica | 1921 |
| Primera División de Costa Rica | C.S Herediano | Costa Rica | 1922 |
| Primera División de Costa Rica | C.S Herediano | Costa Rica | 1924 |
| Primera División de Costa Rica | C.S Herediano | Costa Rica | 1927 |
| Primera División de Costa Rica | C.S Herediano | Costa Rica | 1930 |
| Primera División de Costa Rica | C.S Herediano | Costa Rica | 1931 |
| Primera División de Costa Rica | C.S Herediano | Costa Rica | 1932 |
| Primera División de Costa Rica | C.S Herediano | Costa Rica | 1933 |

#### Títulos internacionales
| Título                                                               | Equipo                  | Sede      | Año  |
| -------------------------------------------------------------------- | ----------------------- | --------- | ---- |
| Juegos Atléticos del Centenario de la Independencia de Centroamérica | Selección de Costa Rica | Guatemala | 1921 |